# SeanNorth
SeanNorth（シャーンノース）は、日本の4人組ポップス・バンド。1998年に千葉県で結成、一旦解散した後、2004年に再結成。2006年にミューチャー・コミュニケーションズの所属アーティストとしてメジャーデビュー。バンド名はアイルランドの伝統歌唱「シャン・ノース sean nós」(アイルランド語で「故習」の意)を捩ったもの。所属事務所は株式会社スペースノイドカンパニー。

## メンバー
- Lumi (ボーカル)
- ムーチョ (ギター、コーラス)
- 佐々木久夫 (ギター、フルート、バイオリンetc.、コーラス)
- 竹村忠臣（ドラム、コーラス）

生演奏では、補助要員としてこの他にギター、ピアノ、ベース、ティンホイッスル、フィドル（バイオリン）等が加わる。

## 名前の由来
アイルランドの伝統歌唱技法「シャン・ノース sean nós」 を捩り、4人の出身高校である「千葉北高校」の「北」を意味した「ノース north」を掛けている。

## ディスコグラフィー

### シングル盤
- 『final your song』(2006) - ドラマ「怨み屋本舗」(テレビ東京系) エンディングテーマ
- 「ROAD OF HOPE ―あてのない世界―」(2007) - NHK、TBS「ドーハアジア大会2006」放送テーマ曲
- 『ソメイヨシノ ―桜の木の下で―』(2007) - 映画「ほのかの書」主題歌
- 『one』(2011) - デビュー5周年ワンマンライブ限定販売

### オリジナルアルバム
- 1st album『Story Neverend』(2006)
- 2nd album『LIFE O.S.T.』(2015)
- 3rd album『ゼロヘルツの音楽』(2021)

### ミニアルバム
- 『HOME』(2007)
- 『Amazia』(2016)

### カバーアルバム
- 『Celtic Covers vol.1 -J-POP Collection-』(2017)
- 『Celtic Covers vol.2 -ジブリ Collection-』(2018)
- 『Celtic Covers vol.3 -アニソン Collection-』(2019)

## タイアップ
| 楽曲                                                         | タイアップ                                             |
| final your song                                              | テレビ東京系ドラマ24『怨み屋本舗』エンディングテーマ   |
| ROAD OF HOPE～あてのない世界～（オリジナル：あてのない世界） | NHK・TBS『ドーハアジア大会2006』放送テーマソング       |
| ソメイヨシノ～桜の木の下で～                                 | CBCラジオ『さゆりんの音楽楽園』2月度エンディングテーマ |
| ソメイヨシノ～桜の木の下で～                                 | 映画『ほのかの書』主題歌                               |
| キャロラン                                                   | NHK千葉『まるごと千葉60分』オープニングソング          |

## その他の活動
- 2006年、佐々木久夫が劇団スペースノイドの演劇『スタンレーの魔女』で音楽を担当。